# Cal Brocà (Riudecanyes)
Cal Brocà és una obra de Riudecanyes (Baix Camp) inclosa a l'Inventari del Patrimoni Arquitectònic de Catalunya.

## Descripció
Casa pairal en cantonada, amb façana a dos carrers i a la placeta que porta el seu nom. És un edifici interessant per la seva arquitectura i pel seu contingut, que ha estat reformat en èpoques successives. Obra de paredat amb reforços de carreus. Porta d'arc pla de dovelles de reclau. A la façana principal, cantonada amb el carrer Dilluns, hi ha una petita capella votiva, amb fornícula tancada, i protegida per una petita teulada a doble vessant.

## Història
Edifici construït probablement al segle xvii, i reformat el XVIII. Una de les portes de la façana porta la data 1755 a la clau. Ha patit arranjaments al segle xix i d'altres d'època més recent. Actualment es fan servir els baixos de la casa per a conservar i exposar les vitrines i peces del museu històric i arqueològic local, gestionat pel Centre Cultural de la vila.